# Karl Oehler (Fußballspieler)
Karl Oehler (* 26. März 1923 in Ronneburg; † 20. April 2021 in Jena) war ein deutscher Fußballspieler. In den 1950er-Jahren spielte er für Motor Jena in der DDR-Oberliga, der höchsten Spielklasse im DDR-Fußball.

## Sportliche Laufbahn
Bis 1949 spielte Karl Oehler in seiner thüringischen Geburtsstadt Ronneburg Fußball, zuletzt mit der Sportgemeinschaft Ronneburg in der zweitklassigen Bezirksklasse Ostthüringen. Zu Beginn der Saison 1949/50 wechselte er zur Betriebssportgemeinschaft (BSG) Carl Zeiss Jena in die Landesklasse Thüringen, die nach Einführung der DS-Liga (später DDR-Oberliga) zweite Spielklasse geworden war. Mit der BSG stieg Oehler am Saisonende in die neu gebildete zweitklassige DDR-Liga auf. In der Saison 1950/51, in deren Verlauf die BSG in „Mechanik“ umbenannt wurde, bestritt Oehler als Abwehrspieler alle 18 Punktspiele und erzielte dabei drei Tore. In der Spielzeit 1951/52 traten die Jenaer als „BSG Motor“ und schafften den Aufstieg in die DDR-Oberliga. An diesem Erfolg war Oehler mit 21 von 22 Punktspielen beteiligt. In der Oberliga konnten sich die Jenaer 1952/53 nur eine Saison lang behaupten. Oehler war zum Mannschaftskapitän ernannt worden und hatte alle 32 Oberligaspiele bestritten. Im Juni 1953 war er in die B-Nationalmannschaft berufen worden und wirkte in dem Länderspiel Bulgarien – DDR (2:1) als rechter Verteidiger mit. Auch in den folgenden drei Spielzeiten in der DDR-Liga blieb Oehler Stammspieler der Jenaer und verpasste nur in der Saison 1954/55, in der die BSG in den neu gegründeten Sportclub Motor überführt wurde, ein Punktspiel. Ab 1956 wurde in der DDR im Kalenderjahr-Rhythmus gespielt, und den Jenaern gelang zum zweiten Mal der Aufstieg in die Oberliga. Neben seinen 26 Punktspielen steuerte Oehler auch noch drei Tore zum Erfolg bei. Diesmal konnte sich der SC Motor dauerhaft in der Erstklassigkeit etablieren. Dort bestritt Oehler noch drei Spielzeiten. Während er 1957 noch alle 26 Punktspiele bestreiten konnte und mit vier Treffern die torreichste Saison seiner Karriere zwischen 1950 und 1959 erlebte, kam er 1958 nur noch zu elf Punktspieleinsätzen, 1959 waren es nur noch vier Oberligaspiele. Danach beendete er 36-jährig seine Laufbahn als Fußballspieler. Seit 1950 konnte er damit auf 189 Meisterschaftsspiele in Oberliga (73) und DDR-Liga mit insgesamt zwölf Toren zurückblicken. Er blieb dem SC Motor, später dem FC Carl Zeiss als Nachwuchstrainer weiterhin erhalten, 1996 wurde er zum Ehrenmitglied des FC Carl Zeiss Jena ernannt.
Karl Oehler verstarb Ende April 2021 im Alter von 98 Jahren.